# 緑が浜
緑が浜（みどりがはま）は、愛知県田原市の地名。

## 地理
旧田原町北東部に位置する。東・北・西は三河湾、南は波瀬町・浦町に接する。

## 歴史

### 地名の由来
「公害のない新しい工業用地として住民に印象づけるため」に命名された。

### 沿革
- 1972年（昭和47年） - 公有水面埋立により、田原町緑が浜として成立[5]。当地は江戸時代よりノリ・アサリなどの養殖地として利用される遠浅の土地であった[5]。海面下の土地所有権を1972年（昭和47年）に県が土地滅失を告示したが、裁判となり、最終的に1986年（昭和61年）最高裁が否定した[5]。

## 学区
市立小・中学校に通う場合、学区は以下の通りとなる。また、公立高等学校に通う場合の学区は以下の通りとなる。
| 番・番地等 | 小学校             | 中学校             | 高等学校 |
| ---------- | ------------------ | ------------------ | -------- |
| 全域       | 田原市立童浦小学校 | 田原市立田原中学校 | 三河学区 |

## 施設
- トヨタ自動車田原工場[4]
- 新日化カーボン田原製造所[8]

1973年（昭和48年）4月、北炭カーボン株式会社田原工場として当地に竣工された。翌年、同社北海道工場の閉鎖に伴い、田原工場に機能が集約される。1997年（平成9年）1月、新日化カーボン株式会社へと商号が変更される。
- 緑が浜公園[4]
- 汐川干潟[4]

## その他

### 日本郵便
- 郵便番号 : 441-3401[2]（集配局：田原郵便局[10]）。